# Ariane Spanier
Ariane Spanier (* 16. Juni 1978 in Weimar) ist eine deutsche Grafikdesignerin, Zeichnerin und Mitherausgeberin des Magazin Fukt. Ihre gestalterische Arbeit ist charakterisiert durch den experimentellen Umgang mit Typografie.

## Karriere
Ariane Spanier studierte visuelle Kommunikation an der Kunsthochschule Berlin-Weißensee und arbeitete anschließend in New York bei Stefan Sagmeister. In Berlin gründete sie das Designstudio Ariane Spanier Design und arbeitet seither hauptsächlich für Kunden aus dem Kulturbereich. Sie entwirft Bücher, Plakate, Erscheinungsbilder, Animationen oder Illustrationen, meist mit einem Fokus auf ausdrucksstarke Typografie. Zu ihren Kunden zählen u. a. der Phaidon Verlag und die Kunsthalle zu Kiel, das Nationaltheater Orchester Mannheim und das Museum für zeitgenössische Kunst Skopje. Seit 2006 ist sie Kreativdirektorin und Mitherausgeberin von Fukt, einem jährlich erscheinenden Magazin für zeitgenössische Zeichnung.

## Auszeichnungen
Ihre Arbeiten wurden regelmäßig ausgezeichnet – u. a. vom Type Directors Club, dem Art Directors Club sowie bei den 100 besten Plakaten – und in zahlreichen Magazinen und Designpublikationen veröffentlicht, darunter PAGE, Graphis und Wired. Seit 2013 ist sie Mitglied der internationalen Grafikdesign-Organisation AGI. Seit 2018 ist sie ständige Jurorin des jährlichen Design-Wettbewerbs für die Kieler Woche. 72 ihrer Arbeiten werden in der Sammlung des Museum für Kunst und Gewerbe bewahrt und ausgestellt.

## Ausstellungen
- 100 BESTE PLAKATE in den Jahren 2008, 2009, 2012, 2016, 2019, 2020
- Ausstellung The F*word – Guerrilla Girls und feministisches Grafikdesign, Museum für Kunst und Gewerbe Hamburg, 16.02.–17.09.2023[4]
- Ausstellung Wiki Women – Wissen gemeinsam ergänzen, Museum für Kunst und Gewerbe Hamburg, 27.05.–24.09.2023[5]
- Teilnahme an der 28. International Poster Biennale Warsaw, Main exhibition, Warschau 2023[6]